# René Barbier
René Barbier, född 4 mars 1891 i Lyon, död 9 mars 1966, var en fransk fäktare.
Barbier blev olympisk silvermedaljör i värja vid sommarspelen 1928 i Amsterdam.